# 45-й экспериментальный механический завод
45-й экспериментальный механический завод (укр. 45 експериментальний механічний завод) — государственное предприятие военно-промышленного комплекса Украины, расположенное в Виннице. Предприятие осуществляет производство, ремонт и техническое обслуживание технических средств транспортировки, заправки, перекачки и хранения нефтепродуктов.

## История

### 1943—1991
Приказ о создании завода был подписан 10 июля 1943 года. Завод был основан в сентябре 1943 года.
Находился в ведении министерства обороны СССР.
В 1950 году профиль завода изменился, с ремонтного он стал машиностроительным.
16 июля 1986 года Указом Президиума Верховного Совета СССР завод был награждён орденом Трудового Красного Знамени.

### 1992 - 2014
После провозглашения независимости Украины, завод был передан в подчинение министерства обороны Украины и стал ведущим предприятием Украины по производству технических средств транспортировки, заправки, перекачки и хранения нефтепродуктов.
С 1992 по 2000 годы завод испытывал спад производства, но 2001 год стал годом роста объёмов производства продукции и производительности труда.
27 июля 1998 года завод был внесён в перечень предприятий, имеющих стратегическое значение для экономики и безопасности Украины.
В 1999 году завод был внесён в перечень предприятий военно-промышленного комплекса Украины, освобождённых от уплаты земельного налога (размер заводской территории составлял 32,7 га).
В 2008 году завод имел возможность:
- производить и ремонтировать автоцистерны и прицепы-цистерны на шасси ГАЗ-3307, ГАЗ-3309, ГАЗ-5312, ЗИЛ-130, ЗИЛ-431410, ЗИЛ-4331, МАЗ-53371, МАЗ-53373, КамАЗ-5320, Урал-4320; на прицепах ГКБ-8328, СЗАП-8352-01; на полуприцепах ОдАЗ-93571, ОдАЗ-9385, ОдАЗ-9370[1]
- производить и ремонтировать мотонасосные установки для перекачивания бензина, дизельного топлива, керосина, масла[1]
- выпускать и ремонтировать оборудование для оснащения автозаправочных станций (в том числе, мерники, топливораздаточные колонки, раздаточные краны, задвижки, поворотные заглушки, дыхательные клапаны, огнезащитные клапаны и резервуары)[1]
- производить и ремонтировать насосы и насосные агрегаты для перекачивания воды, спирта, топлива, агрессивных жидкостей[1]
- осуществлять капитальный ремонт автоцистерн, цистерн-прицепов, электронасосных агрегатов[1]

В 2008 году завод получил контракт на изготовление партии топливозаправщиков
После создания в декабре 2010 года государственного концерна «Укроборонпром», в 2011 году завод вошёл в состав концерна.
В 2011 году завод освоил серийное производство автоцистерн. В этом же году завод получил лицензию министерства промышленной политики Украины на работы по ремонту, модернизации и разработке бронетехники.
По состоянию на начало сентября 2011 года, завод занимал 22 тыс. га (в том числе, 8 тыс. площадей помещений и сооружений), которые использовались на треть; общая численность работников завода составляла 340 человек. Как сообщил в интервью директор завода Николай Чумак, завод наладил выпуск оборудованных молокоприёмных пунктов и запланировал дальнейшее расширение ассортимента выпускаемой продукции.
В августе 2012 года директор завода Н. Ф. Чумак сообщил, что предприятие уже почти пять лет работает фактически на грани банкротства, а без поддержки региональной власти вообще бы остановилось. В это время общее количество работников завода составляло 340 человек.
15 ноября 2012 года на вооружение вооружённых сил Украины была принята пожарная автоцистерна АЦ-40 (43114) на базе КамАЗ-43114, выпуск которой производится на 45-м экспериментальном механическом заводе.
23 ноября 2012 года межведомственной комиссией по реструктуризации предприятий министерства обороны Украины был утверждён план реструктуризации 21 предприятия министерства обороны Украины, в число которых вошёл 45-й экспериментальный механический завод.
5 марта 2013 года было объявлено о намерении правительства Украины объединить 45-й экспериментальный механический завод и ООО «732-й Винницкий ремонтный завод», что вызвало обеспокоенность у работников 732-го завода
7 июня 2013 года был подписан Меморандум о сотрудничестве между ГК «Укроборонпром», администрацией завода, Винницкой государственной областной администрацией и Винницким городским советом, в соответствии с которым с целью ускорения реструктуризации предприятий министерства обороны принято решение о объединении двух государственных предприятий: 45-го экспериментального механического завода и ООО «732-й Винницкий ремонтный завод».
В середине 2013 года 45-й завод и ОАО «АвтоКрАЗ» заключили контракт на 20 млн гривен по изготовлению 209 автоцистерн по перевозке горючего на шасси КрАЗ-6322 для Арабской Республики Египет. Заводом был освоен выпуск нового типа продукции: автоцистерны-топливозаправщика КрАЗ АЦ-12-63221 с цистерной для перевозки светлых нефтепродуктов объёмом 12 м³. 22 октября 2013 заказчику передали первые 50 автоцистерн, 17 декабря 2013 - ещё 50 автоцистерн. В период до 28 марта 2014 года было изготовлено 160 автоцистерн, до конца 2014 года были изготовлены все 209 автоцистерн.
Кроме того, в сентябре 2013 года для Туркменистана на шасси КрАЗ-6322 были выпущены 10 автоцистерн АЦНГ-8-6322 с цистерной объёмом 8 м³.

### После 22 февраля 2014

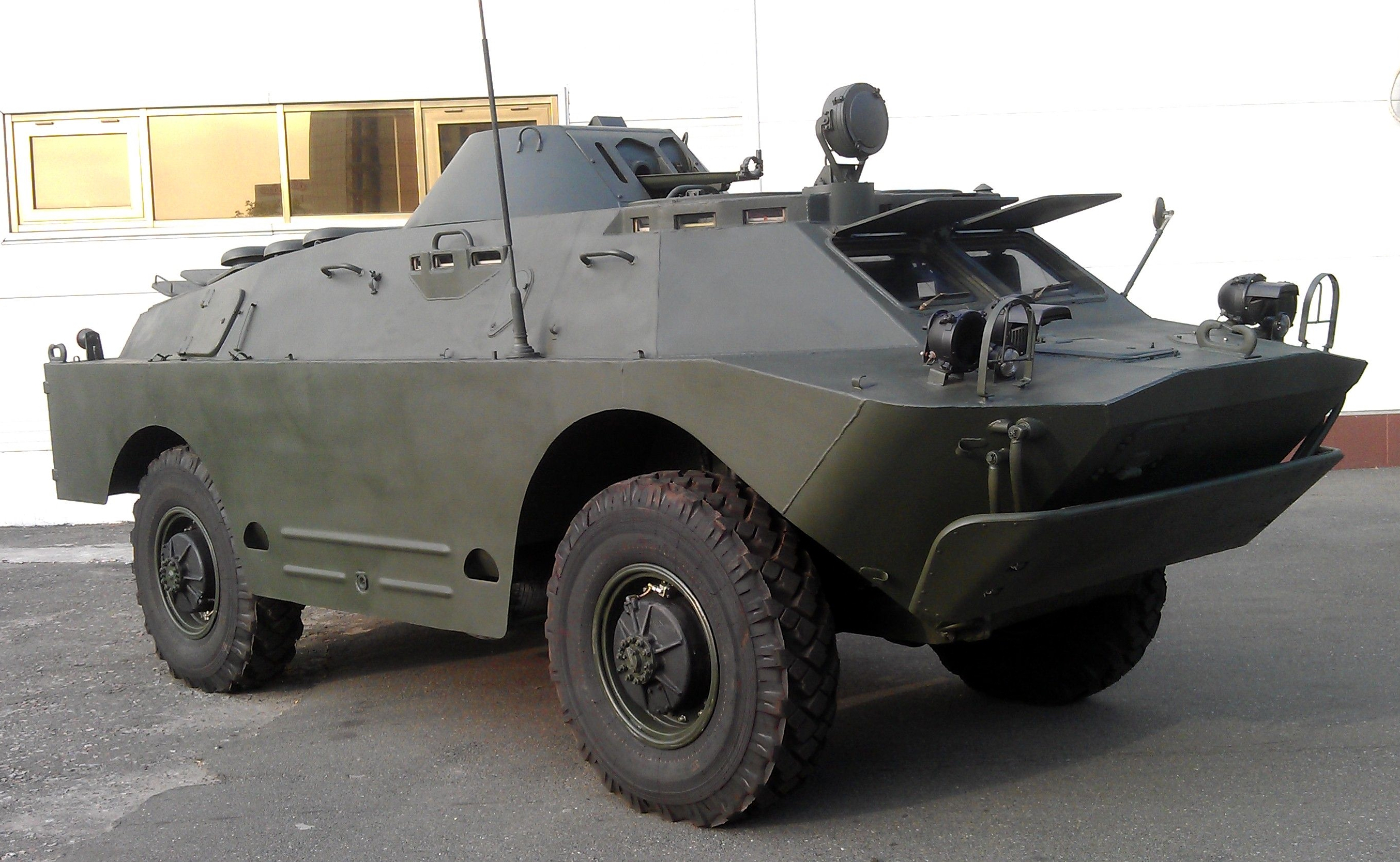
БРДМ-2 с двигателем "ISUZU". Вариант модернизации 45-го экспериментального механического завода.

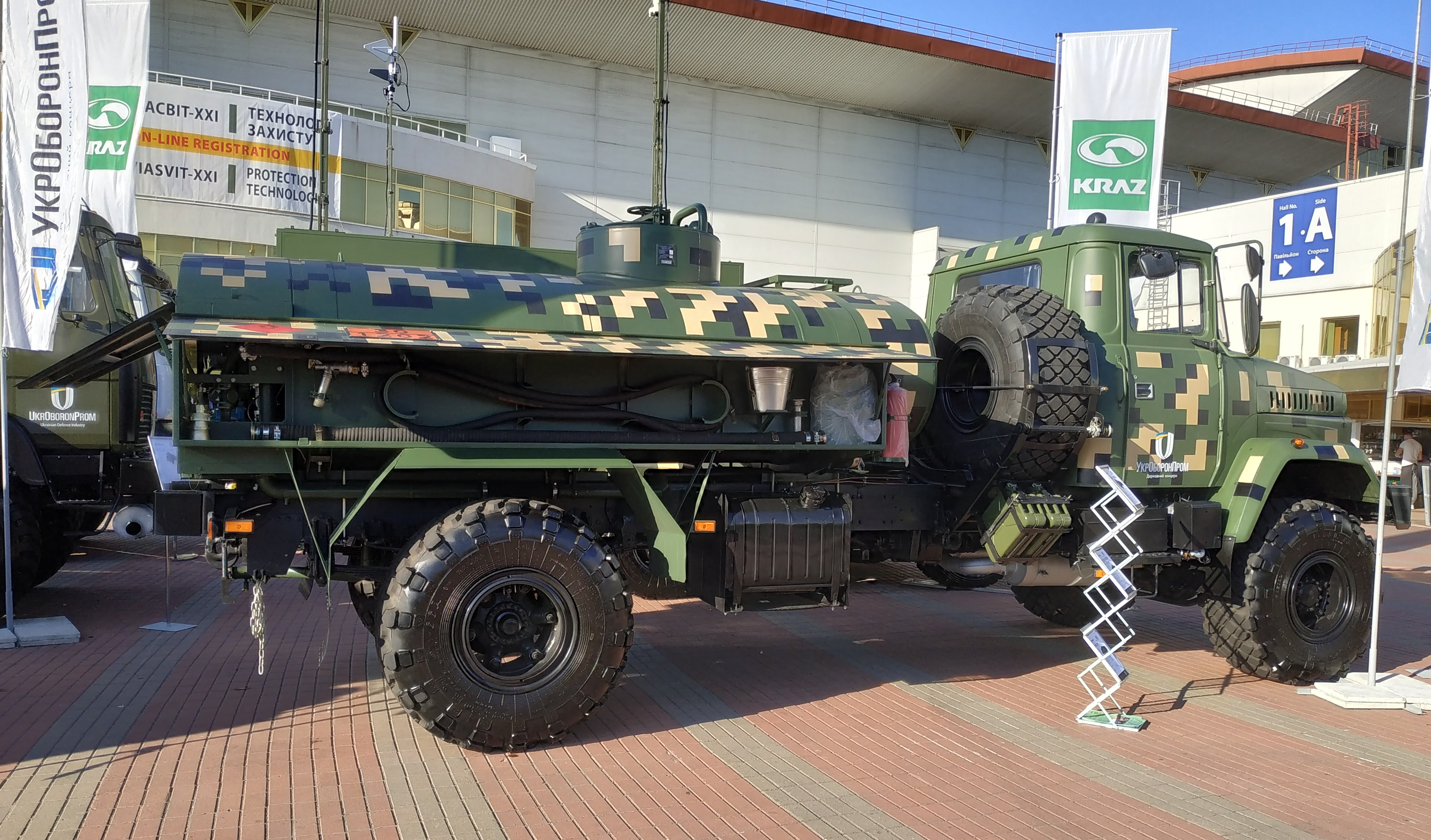
Автотопливозаправщик АПЗ-6,5-5233 производства 45-го экспериментального механического завода.

В марте 2014 года завод был привлечён к выполнению военного заказа по восстановлению и ремонту техники и военного имущества вооружённых сил Украины, количество работников завода было увеличено на 120 человек и составило почти 450 человек. После начала боевых действий на востоке Украины объём работ по выполнению военного заказа был увеличен.
- 26 июня 2014 министерство обороны Украины выделило заводу 26,55 млн гривен на ремонт техники для транспортировки нефтепродуктов[17]; уже в июле 2014 завод завершил ремонт и передал в войска первые из 70 поступивших на ремонт автозаправщиков[18] (всего до конца 2014 года на заводе было запланировано отремонтировать свыше 210 единиц автомобильной техники вооружённых сил Украины)[19]
- в августе 2014 года на заводе в инициативном порядке была разработана машина огневой поддержки пехоты «Джокер» (переоборудованный БТР-80, вооружённый четырьмя гранатомётами СПГ-9 и с установленными решётчатыми противокумулятивными экранами). Бронемашина была изготовлена в одном экземпляре[20] и передана на вооружение полка «Ягуар» Национальной гвардии Украины[2][21].
- 29 декабря 2014 для центральной базы обеспечения горюче-смазочных материалов Национальной гвардии Украины были переданы восемь топливозаправщиков[22][23].

Кроме того, предприятием был освоен выпуск новой продукции:
- так, в 2014 году в инициативном порядке инженерами завода были разработаны и изготовлены два новых типа машин: топливозаправщик на шасси МАЗ-5309 и автоцистерна на шасси МАЗ-4370[2][24]
- 10 октября 2014 завод изготовил и передал 9-му батальону территориальной обороны одну передвижную баню с резервуаром на 4 тонны воды и дровяной печью[24][25].

Общая стоимость продукции, выпущенной заводом в 2014 году, составила свыше 30 млн гривен.
- 3 января 2015 завод завершил ремонт и передал в войска три бронетранспортёра (на которые были установлены изготовленные заводом комплекты решётчатых противокумулятивных экранов)[26][27]. В этот же день завод отправил в Донбасс один экспериментальный образец жилого модуля, рассчитанного на размещение шести военнослужащих, который может использоваться в качестве мобильного блокпоста[27][28]. Кроме того, в это же время завод продолжал ремонт и модернизацию «почти 15 единиц бронетехники»[29]
- 6 марта 2015 года завод передал Национальной гвардии Украины ещё пять отремонтированных БТР-70[30] с установленными противокумулятивными экранами[31][32]
- 9 апреля 2015 года завод передал ещё один отремонтированный бронетранспортёр спецподразделению "Винница-2" МВД Украины[33] и 25 отремонтированных автоцистерн АЦ-5,5-4320М министерству обороны Украины[34]
- 18 декабря 2015 завод передал в войска два автозаправщика АЦ-12-63221 на шасси КрАЗ-63321 (сообщается, что это первые заправщики такой модели, поступившие в вооружённые силы Украины) и начал изготовление заправщика АПЗ-5-437041 для Национальной гвардии Украины[3]. Особенностью автозаправщиков АЦ-12-63221, изготовленных для украинской армии, стало разделение цистерны на два отсека (что позволяет перевозить в одном заправщике сразу два вида топлива)[35]

В период с начала января до 8 июля 2016 года завод отремонтировал и передал в войска свыше 30 единиц военной техники (в том числе, один БТР-80, один "Spartan", один БТР-60 и одна БРДМ-2). В ходе ремонта техника проходила модернизацию: одна БРДМ-2 была оснащена двигателем "ISUZU" южнокорейского производства, один БТР-60 был оснащён дизельным двигателем американского производства.
В феврале 2016 года руководство ГК "Укроборонпром" объявило о намерении привлечь предприятие к выполнению государственной программы импортозамещения. В дальнейшем, завод стал единственным предприятием Украины, осуществляющим восстановление танкоремонтных мастерских ТРМ-80 и МТО-80 на шасси ЗИЛ-131 (которые начали оборудовать дизель-генератором бельгийского производства).
В 2017 году завод начал переоборудование топливозаправщиков АЦГ-5-4320 в топливозаправщики АЦ-5,5-4320. 6 октября 2017 года завод передал в войска 26 топливозаправщиков АЦ-5,5 на базе "Урал-4320" и шесть танкоремонтных мастерских ТРМ-80 и МТО-80 на шасси ЗИЛ-131.
В 2017 году руководством завода было принято решение об отчуждении ряда используемых зданий и цехов завода в пользу Delphi Corporation, работающую в Виннице через компанию посредника "Електричні системи", завод потерял здание цеха по сборке указанных выше авто- топливозаправщиков, часть административного корпуса и столовую. Цеховое оборудование и персонал были переведены в менее подходящие помещения[уточнить].
В конце февраля 2018 года завод завершил изготовление и передал в войска пять топливозаправщиков АЦ-12-63221 на базе КрАЗ-63321. Кроме того, в 2018 году завод переоборудовал 36 топливозаправщиков АЦГ-5-4320 в топливозаправщики АЦ-5,5-4320 (стоимость выполнения этих работ составила 32,3 млн гривен).
В первом квартале 2021 года завод производил инструмент для танкоремонтных мастерских ТРМ-80Д, мастерских технического обслуживания МТО-80Д и передвижных ремонтно-зарядных станций ПРЗС-70Д, а также отремонтировал партию топливозаправщиков АЦ-10-260 на базе КрАЗ-260. В это же время завод начал ремоторизацию армейских ЗИЛ-131 (на которые устанавливали немецкий дизельный двигатель Deutz BF4M2012C и механическую коробку передач Eaton ZY05306 FS H5206B LH ZIL).
В начале декабря 2021 года завод передал в гражданский сектор экономики партию автоцистерн АЦНГ-11-6317F5 и АЦНГ-8-6317F5 для транспортировки нефти и нефтепродуктов (отличающихся от ранее выпущенных увеличенной на 1 мм толщиной цистерны).

## Дополнительная информация
- у входа на завод на пьедестале установлена автоцистерна ЗИЛ-157 (производство которых ранее осуществлял завод)